# Arbeteta
Arbeteta – gmina w Hiszpanii, w prowincji Guadalajara, w Kastylii-La Mancha, o powierzchni 63 km². W 2011 roku gmina liczyła 46 mieszkańców.